# خماسية الأجزاء وأشباهها
خماسية الأجزاء وأشباهها (الاسم العلمي Pentatomoidea)، فصيلة عليا من الحشرات وتتبع رتيبة متباينات الأجنحة ورتبة نصفيات الأجنحة. تضم 7000 نوع ضمن 14 أو 15 فصيلة.